# Fort Erfprins

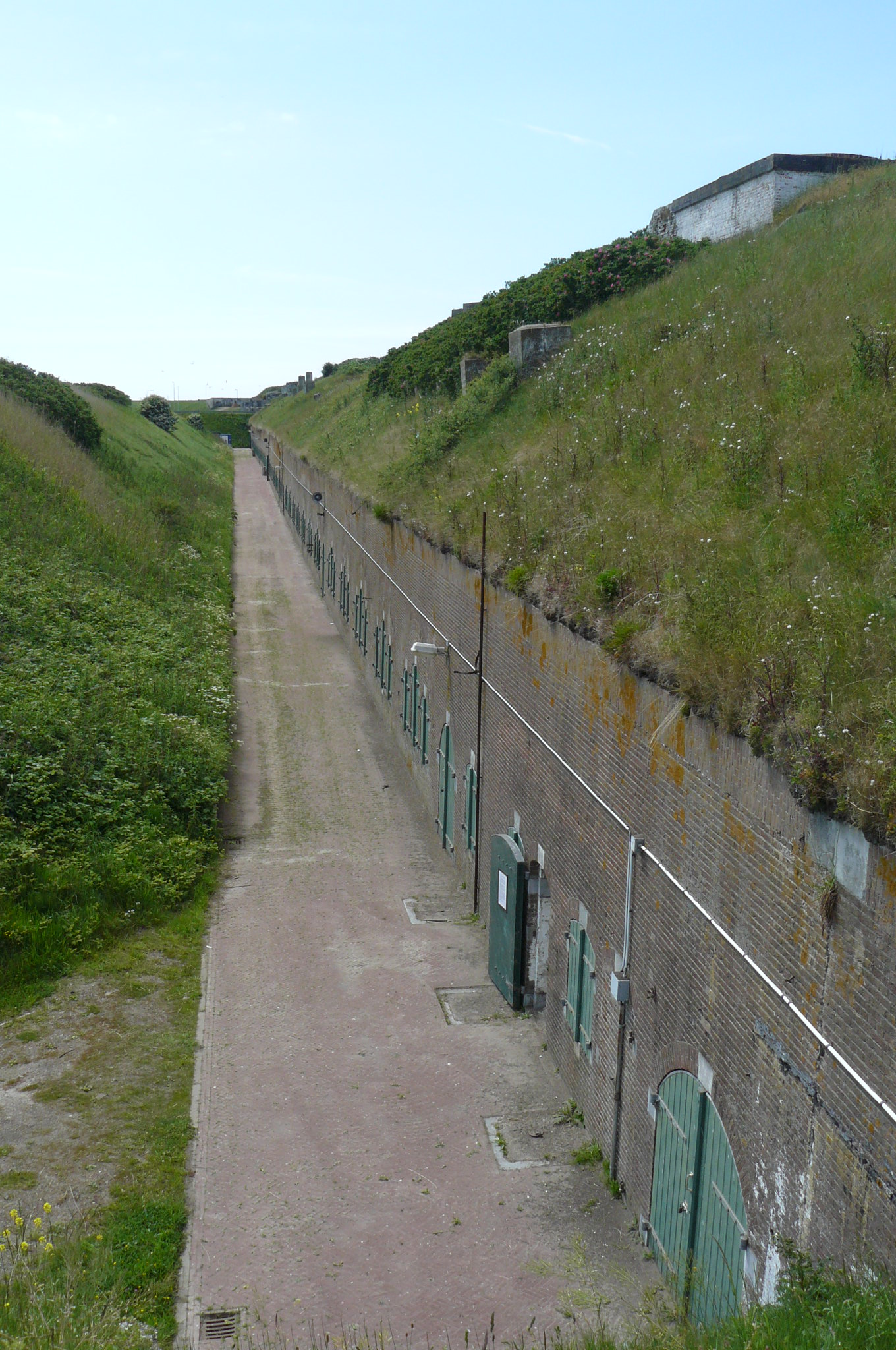
Voorzijde van het gebouw Gelderland, een ondergrondse artilleriekazerne

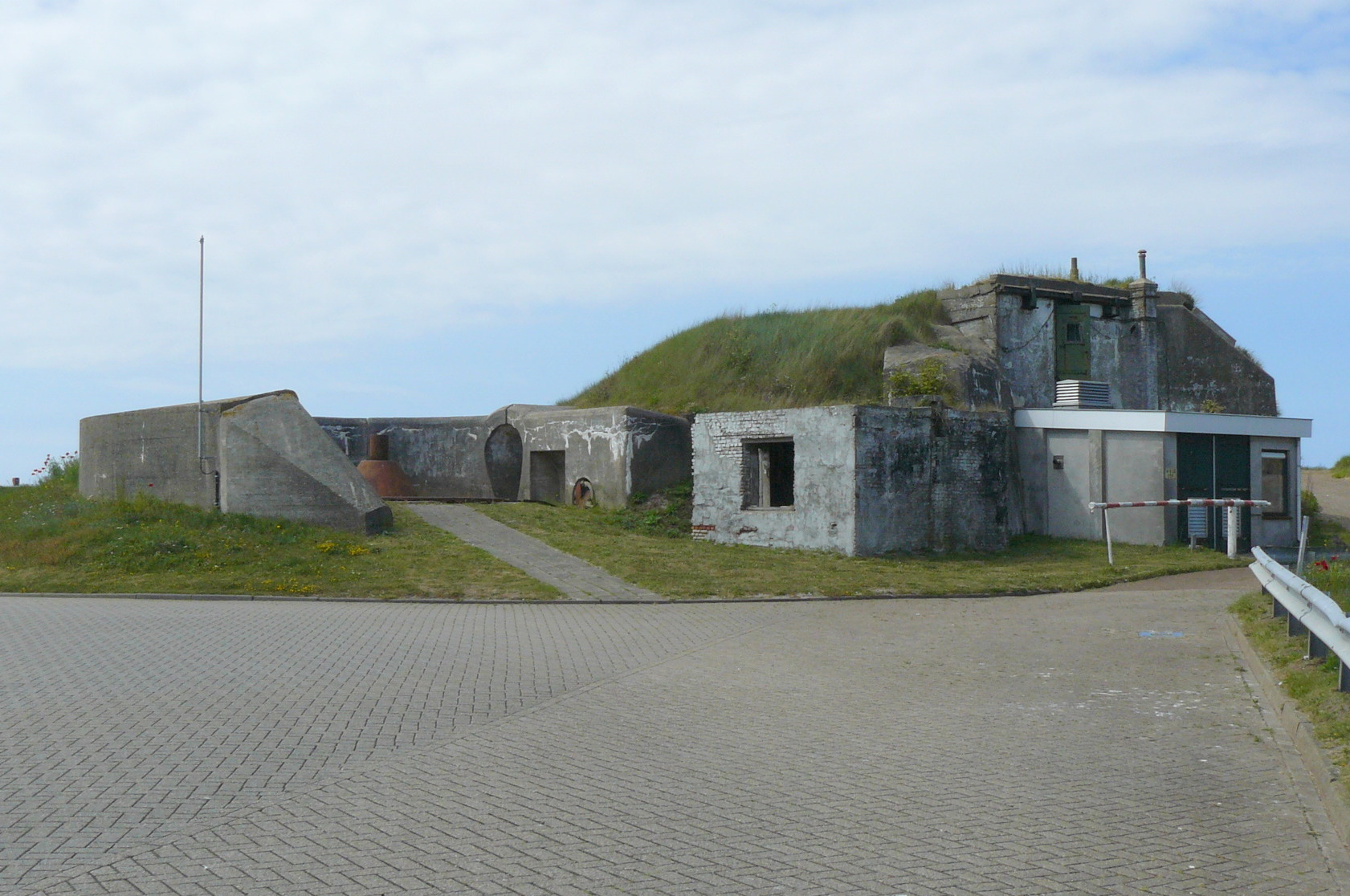
Opstelplaats van een 24 cm kanon om naderende schepen te kunnen bestoken

Fort Erfprins is een negentiende-eeuws fort ten westen van de Nederlandse stad Den Helder. Met een oppervlakte van 49 ha. is Erfprins het grootste fort van Nederland. Het fort is in juni 1973 aangewezen als rijksmonument.

## Geschiedenis

### Franse bouw
Het fort maakt deel uit van de Stelling Den Helder die vanaf 1807 werd aangelegd. Na een bezoek van Napoleon Bonaparte in 1811 werd de aanleg versneld en in dat jaar werd ook begonnen met de bouw van (toen) Fort Lasalle. Het fort is vernoemd naar Antoine Charles Louis de Lasalle. Toen hij dertig jaar was kreeg hij de rang van generaal. Drie jaar later kwam hij om het leven in de slag bij Wagram in Oostenrijk. De kosten werden geraamd op 500.000 Franse frank. In 1813 kwam dit grote, onregelmatige, aarden vijfhoekig bastion gereed. Net als de rest van de stelling werd het gebouwd door boeren, ambachtslieden en Spaanse krijgsgevangenen. In 1810 werd admiraal Carel Hendrik Ver Huell door Napoleon benoemd tot bevelhebber van het Texelse eskader. In oktober 1813 verloor Napoleon de Slag bij Leipzig en was genoodzaakt zijn troepen uit Nederland terug te trekken. Ver Huell kondigde de staat van beleg af in Den Helder en behield de vloot en vesting voor de Franse keizer. Hij had zijn hoofdkwartier in het Fort Lasalle. Pas op 4 mei 1814 verlieten de Franse troepen het fort en Den Helder en marcheerden richting Frankrijk.

### In Nederlandse handen
Na het vertrek van de Fransen werd het fort omgedoopt tot Fort Erfprins, naar Willem Frederik George Lodewijk, de oudste zoon van Koning Willem I.
De gebouwen op het fort waren gemaakt van hout. Deze verkeerden in slechte staat en aanpassingen waren noodzakelijk. Er kwamen nieuwe magazijnen voor de opslag van het buskruit, poternes en twee nieuwe wachthuizen. In 1836 werden de wachthuizen aan de Helderse poort en de Huisduinerpoort vernieuwd. Ze werden solide uitgevoerd, met dikke muren van baksteen en met schietgaten. Tussen de wachthuizen lag de Middenweg, deze weg werd destijds gebruikt om munitie te vervoeren van Fort Kijkduin naar het Nieuwediep. Waterboeren brachten drinkwater van de putten bij Huisduinen naar de werven en schepen via dezelfde route. In 1856 kreeg aannemer K. Kooi de opdracht een nieuwe infanteriekazerne te bouwen voor 100.400 gulden. In 1922 kwam het gebouw in handen van de kustartillerie om in 1985 gesloopt te worden. In 1861 werd ook de opdracht gegeven voor de bouw van een militair hospitaal. In vredestijd werd het gebruikt voor de opslag van artilleriemateriaal en gereedschappen voor de vernietiging van vuurtorens. Er kwamen zeven lokalen met plaats voor 16 bedden. Vanaf de jaren vijftig van de 20e eeuw zijn twee lokalen gebruikt voor het zendstation om verbinding te houden met de Nederlandse koopvaardijvloot. De toegangsweg in de Huisduinerpoort werd dichtgemetseld waarmee een einde kwam aan de doorlopende weg tussen Huisduinen en Den Helder over de Middelweg.

### Verbeteringen Vestingwet 1874
Krachtens de Vestingwet van 1874 zouden aan de Stelling Den Helder veel vernieuwingen worden toegevoegd, maar het meeste daarvan is uiteindelijk niet gerealiseerd. Aan de zeezijde van het fort werden tussen 1875 en 1878 enkele versterkingen aangebracht. Een zeefront werd aangelegd, waardoor het ravelijn en beide bastions aan de noordzijde verdwenen. Er kwam een nieuwe rechte fortgracht met een caponnière aan de linkerkant om de gracht te verdedigen. Onder het zeefront kwam een lange bomvrije kazerne, later genoemd gebouw Gelderland, met tientallen verblijven voor 1000 man. Er waren zeven munitiekamers met liften om de granaten en buskruit naar het dak te transporteren. Hier stonden kanonnen met een kaliber van 24 centimeter opgesteld om vijandelijke schepen de toegang tot de marinehaven te beletten. 
Er hebben drie versies van het 24 cm geschut gestaan, maar de meeste van het type Lang 25 en 35. De laatste aanduiding geeft de lengte van de loop aan in verhouding tot het kaliber, dus de L35 had een looplengte van 35 maal 24 cm is 8,4 meter. De L25 schoot granaten met een massa van 160 kilogram en die van de L35 waren met 215 kg een stuk zwaarder. De L35 kanonnen kwamen van de batterijen Durgerdam en Diemerdam, ze waren overbodig geworden na het gereedkomen van het Fort Pampus. Op het zeefront konden de L35 kanonnen volledig ronddraaien terwijl de overige 24 cm kanonnen beperkt draaibaar waren. De vuursnelheid lag laag, voor een schot was ongeveer vier à vijf minuten nodig. Een granaat uit de L35 kon op 1000 meter 190 mm pantserplaat doorboren en voor de L25 lag dit op 120 mm.
Door de komst van de zware artillerie kreeg het fort twee gebruikers. Ten noorden van de Middelweg, aan het Zeefront, was de vestingartillerie actief en ten zuiden van de weg was het fort in handen van de infanterie.

### Tweede Wereldoorlog
De zware kanonnen werden tot in de jaren dertig gebruikt, maar voor het uitbreken van de oorlog waren ze zwaar verouderd. Met de Tweede Wereldoorlog in zicht werden de 24 cm kanonnen vervangen door nieuwere exemplaren van 12 en 15 cm. Deze waren afkomstig van de secundaire batterij van de pantserschepen Hertog Hendrik en Jacob van Heemskerck. Op 15 mei 1940 arriveerden de eerste Duitse militairen in het fort en een dag later moesten alle Nederlandse soldaten het fort verlaten.
Gedurende de Duitse bezetting was het fort onder de naam Marine Flakbatterie Erfprinz in gebruik bij de luchtafweer. Er kwamen kanonnen met een kaliber van 10,5 cm. In 1942 werd Den Helder onderdeel van de Atlantikwall en de hele stad werd op 1 november 1943 tot Sperrgebiet verklaard. De luchtafweer op Fort Erfprins was effectief en hinderde de Royal Air Force bij het bombarderen van de marinewerf Willemsoord. Men besloot het luchtafweer aan te vallen, maar de bommen misten doel al kreeg de bomvrij kazerne wel schade aan de gewelven in gangen en lokalen. Tijdens de opstand van de Georgiërs in april 1945 vuurden de kanonnen op Erfprins op doelen op Texel om de tegenstand te breken.
Na de bevrijding werden in het fort van collaboratie verdachte personen geïnterneerd. Het fort werd rondom afgezet met prikkeldraad, schijnwerpers en mitrailleurposten om ontsnappingen te voorkomen. Het Directoraat-Generaal voor Bijzondere Rechtspleging, dat speciaal voor de berechting van collaborateurs met de Duitsers was opgericht, werd de beheerder van het fort. Op het hoogtepunt zaten er meer dan 5000 mensen vast. In maart 1948 vertrokken de laatste gedetineerden en hun bewakers het fort. Vanaf 1947 werden diverse krijgsmachtonderdelen in Fort Erfprins ondergebracht.

### Koninklijke Marine
Op 1 maart 1950 ging het fort over naar de Koninklijke Marine. Het fort werd gebruikt voor de artillerieopleiding en de opleiding oorlogsnavigatie voor koopvaardij-officieren. De gebouwen werden hiervoor aangepast. De oude infanteriekazerne werd een logementsgebouw en de bomvrije kazerne achter het zeefront werd gebruikt als leslocatie. Het dak bleef in gebruik als platform voor diverse kanonnen waarmee werd geoefend.
Vanaf januari 1960 tot juli 1975 was op het fort ook de N.B.C.D school gevestigd. Marinepersoneel kreeg een korte opleiding hoe te handelen bij schade veroorzaakt door Nucleaire, Biologische en Chemische aanvallen en Damagecontrol, waarmee het eerste herstel wordt bedoeld na een aanval. Al het marinepersoneel moest deze opleiding volgen.
In de jaren zestig verhuisde de Radio-Radarschool van Amsterdam naar het fort. Hiervoor werd nieuwbouw gepleegd. Begin jaren tachtig werden de oude kazernes gesloten. In 1985 kwam er een nieuwe sporthal en logementsgebouw waarna de infanteriekazerne gebouwd in 1856 werd gesloopt. In 1991 kwam gebouw Cerberus gereed, het is een op land nagebouwd M-fregat voor testdoeleinden. In het gebouw staat vrijwel het complete sensor-, wapen en commandosysteem van het fregat inclusief het kanon, de goalkeeper en alle communicatieapparatuur opgesteld. Het wordt verder gebruikt voor de opleiding van het personeel dat op de fregatten dient.

## Heden
Het fort is nog steeds in gebruik als opleidingscentrum voor de marine. De School voor Maritieme Vorming, Bedrijfsvoering & Onderwijs en de Koninklijke Marine Technische Opleidingen zijn er gevestigd. Het is (beperkt) te bezichtigen.

## Naslagwerk
- Elderen, F.M. van Erfprins: van Fort Lasalle tot Marinekazerne, De Bataafsche Leeuw, Amsterdam 2005 ISBN 9067075922.

Fort Dirks Admiraal · Fort Du Falga · Fort Erfprins · Fort Harssens · Fort Kijkduin · Fort Oostoever · Fort Westoever